# Holi
Holi (hindi: होली) er en religiøs forårsfestival fejret af hinduer.
Den fejres primært i Indien, Bangladesh, Pakistan, Nepal og lande med store indiske diaspora-befolkninger, der følger hinduismen, såsom Surinam, Malaysia, Guyana, Sydafrika, Trinidad, Storbritannien, USA, Mauritius og Fiji. Den er også kendt som Phagwah og Festival of Colours, eller som Doḷajāta (oriya: ଦୋଳଯାତ) i Orissa og Dol Jatra (bengalsk: দোলযাত্রা) eller Basantotsav ("forårsfestival") (bengalsk: বসন্তোৎসব) i Vestbengalen.
Den mest berømte holi er i Braj-regionen på steder forbundet til Krishna: Mathura, Vrindavan, Nandagaon og Barsana, som bliver turistmål i holi-sæsonen. Store dele af det sydlige Indien fejrer dog ikke holi med samme entusiasme.